# Wenzelshelm
Der Wenzelshelm ist ein frühmittelalterlicher Nasalhelm im Schatz des Veitsdomes in Prag. Zusammen mit einem Kettenhemd und einem Halsschutz bildet er die Rüstung des Heiligen Wenzel. Die Inventarlisten der Kathedrale verzeichnen den Helm erstmals 1354. Er gehört bis heute zu den wertvollsten Stücken des Prager Domschatzes.

## Beschreibung
Der Helm besteht aus zwei Teilen: der Helmglocke und einem Naseneisen. Die aus einem Stück Eisen geschmiedete konische Helmglocke ist 17 Zentimeter hoch und hat an der ovalen Basis einen Durchmesser 23 × 21 Zentimetern. An der Ober- und Rückseite ist sie stark beschädigt, was auf den Gebrauch im Kampf hindeutet. Das kreuzförmige Naseneisen ist ebenfalls aus Eisen, die Oberfläche mit Silberblech beschlagen und mit der Darstellung eines Gekreuzigten geschmückt. Die Figur trägt eine Tunika, die von der Hüfte bis zu den Knien reicht. An den ausgebreiteten Armen sind Armreife oder Fesseln angebracht. Der Kopf ist kahl, das Kinn bärtig, aus dem weit geöffneten Mund ragen drei Zähne. Jahrhundertelang als Christusfigur gedeutet, weist die neuere Forschung auf deutliche Parallelen mit dem nordischen Gott Odin und seinem Selbstopfer an der Weltenesche Yggdrasil hin.
Die Helmglocke stammt aus dem 10. Jahrhundert. Das Naseneisen ist dagegen bedeutend älter. Die westeuropäische oder skandinavische Schmiedearbeit entstand im 9. Jahrhundert, möglicherweise bereits um 800. Ursprünglich könnte es sich um einen Kopfschmuck gehandelt haben. Als beide Teile miteinander verbunden wurden, war der Helm nicht mehr in Gebrauch und büßte seine Schutzfunktion ein, denn bei einem Schlag hätte das leicht nach innen gebogene Naseneisen seinem Träger die Nase gebrochen. Die Verbindung und damit seine heutige Form erhielt der Wenzelshelm am Ende des 10. Jahrhunderts. Einen Hinweis darauf gibt die um 992–994 entstandenen Christianslegende, die den Kampf Wenzels mit dem Fürsten der Burg Kouřim schildert. Als dieser auf Wenzels Stirn das Zeichen des Kreuzes leuchten sah, ergab er sich kampflos dem vermeintlich unbesiegbaren Gegner. Christian kannte demnach bereits den Helm mit dem kreuzförmigen Naseneisen und verwendete das Motiv, um die Überlegenheit Wenzels hervorzustreichen – ein frühes Beispiel des Heiligen als überragender Kämpfer.
Wenzel war zu Beginn des 10. Jahrhunderts einer der ersten christlichen Fürsten Böhmens. 929 oder 935 ließ ihn sein Bruder Boleslav I. ermorden. Der bald darauf einsetzende Kult machte aus dem Opfer des Brudermordes zunächst einen Heiligen, Schutzpatron der Přemysliden-Dynastie und des 973 gegründeten Prager Bistums. Im Zuge der Bistumsgründung ist mutmaßlich auch der Helm angefertigt worden – als eine der ersten Reliquien, die den Heiligenkult befördern half. Das Hochmittelalter verehrte Wenzel als Patron und Beschützer des ganzen Landes und Helfer in Kriegsgefahr. Vom 11. bis zum 14. Jahrhundert bildeten Statuen, Münzen und Siegel Wenzel typischerweise bewaffnet und in voller Rüstung ab, mit dem Helm als unverzichtbarem Attribut. Ab etwa 1400 löste den Kriegshelm eine Herzogsmütze ab, bis die romantisierenden Darstellungen des 19. Jahrhunderts den Kämpfer mit Helm wiederentdeckten. Auch der Bildhauer Josef Václav Myslbek ließ sich zu Beginn des 20. Jahrhunderts für seine bekannte Reiterstatue auf dem Wenzelsplatz in Prag von dem Helm aus dem Domschatz inspirieren.